# Zimkhitha Nyoka
Zimkhitha Nyoka (6 de octubre de 1990) es una actriz sudafricana de cine, teatro y televisión. 

## Carrera
Nyoka obtuvo el reconocimiento en su país con su papel en la película de Akin Omotoso Vaya (2016). Por su desempeño en este largometraje, fue nominada a los Premios de la Academia del Cine Africano en 2017 en la categoría de mejor actriz protagónica, en la que también fueron nominadas destacadas actrices como Lupita Nyong'o, Véro Tshanda Beya Mputu, Rita Dominic y Khabonina Qubeka.
Dos años después interpretó el papel de una secretaria en la serie de televisión estadounidense The Looming Tower y en 2019 tuvo una pequeña aparición en otra serie de ese país, The Hot Zone.

## Filmografía destacada

### Cine
- 2016 - Vaya

### Televisión
- 2018 - The Looming Tower
- 2019 - The Hot Zone